# Jayamekar (Padalarang)
Jayamekar is een bestuurslaag in het regentschap Bandung Barat van de provincie West-Java, Indonesië. Jayamekar telt 14.818 inwoners (volkstelling 2010).